# キャリー・ハミルトン
キャリー・ハミルトン（Carrie Hamilton,  1963年12月5日 - 2002年1月20日）は、アメリカ合衆国の女優、歌手である。

## 来歴
1963年、ニューヨーク市に生まれる。母親はコメディエンヌで、ミュージカル映画『アニー』や、テレビドラマシリーズ『あなたにムチュー』などで知られるキャロル・バーネットで、父親はテレビ・プロデューサー兼俳優のジョー・ハミルトン。1985年にテレビ映画で女優デビューしキャリアをスタート。1986年からテレビドラマシリーズ『フェーム/青春の旅立ち』のサブ・レギュラーで39エピソードに出演。1988年には、日米合作映画の『TOKYO-POP』で初主演を飾った。異国の地、東京にやってきたがために慣れない文化に翻弄されつつも、日本人青年との出会いによっていろいろ立ち直っていくアメリカ人少女を演じている。ちなみに相手方の日本人青年役をダイアモンド☆ユカイ（映画では田所豊名義）が演じた。
『TOKYO-POP』以降はこれと言った主役には恵まれなかったが、キム・ベイシンガー、ブラッド・ピットらが出演のアニメと実写の合成映画『クールワールド』や、テレビドラマシリーズ『Xファイル』などへ脇役として出演している。
2002年1月20日に癌の為、カリフォルニア州ロサンゼルスの病院で死去(享年38歳)。

## 出演作品

### 映画
- Love Lives On (1985)
- Hostage (1988) ※テレビ映画
- TOKYO-POP Tokyo Pop (1988)
- シャグ Shag (1989)
- Single Women Married Men (1989)
- Checkered Flag (1991)
- クールワールド Cool World (1992)

### テレビドラマ
- フェーム/青春の旅立ち Fame (1986 - 1987)
- Carol & Company (1990)
- ジェシカおばさんの事件簿 Murder, She Wrote (1990)
- ビバリーヒルズ高校白書 Beverly Hills, 90210 (1991)
- ナイス・サーティーズ Thirtysomething (1991)
- 炎のテキサス・レンジャー Walker, Texas Ranger (1995)
- ブルックリン74分署 Brooklyn South (1998)
- Xファイル X-File (1999)
- ザ・プリテンダー 仮面の逃亡者 The Pretender (2000)